# وحدة فرعية ألفا Gi
الوحدة الفرعية ألفا i الخاصة بالبروتين ج(ملاحظة 1) (بالإنجليزية: Gi protein alpha subunit)‏ هي عائلة من وحدات ألفا الخاصة بالبروتين ج الثلاثي المتغاير. تسمى هذه العائلة أيضا بعائلة Gi/o (Gi /Go ) أو عائلة Gi/o/z/t لكي تتضمن أعضاء عائلة ذات صلة قريبة.، ويرمز إليها بـ Gαi أو Giα. تحفز Gαi المسار المعتمد على كامب عبر تنشيط محلقة الأدينيلات، وهي جتباز يعمل كبروتين تأشير خلوي.

## الوظيفة
الوظيفة العامة لـGi/o/z/t هي تنشيط مسارات تأشير داخل خلوية استجابة لتنشيط مسقبلات سطح الخلية المقترنة بالبروتين ج (GPCRs). تعمل هذه الأخيرة كجزء من النظام ثلاثي المكونات مستقبل-محول-مؤثر. المحول في هذا النظام هو بروتين ج الثلاثي المتغاير المتكون من ثلاث وحدات فرعية: وحدة ألفا ج مثل Giα ومركب مكون من بروتينين مرتبطين بإحكام يسميان: الوحدة الفرعية بيتا ج وغاما ج (مركب بيتا-غاما ج). حين لا يكون هنالك تنبيه، تكون الوحدة الفرعية ألفا مرتبطة بثنائي فوسفات الغوانوزين GDP وبمركب Gβγ لتكوين بروتين ج ثلاثي القسمات غير النشط. وحين يرتبط المستقبل بربيطة منشطة خارج الخلية ( كهرمون أو ناقل عصبي)، يعمل المستقبل النشط كعامل تبديل نوكليوتيد الغوانين لتعزيز تحرير الـGDP وارتباط الـGTP بالوحدة الفرعية ألفا وهذا يؤدي إلى تفكك الوحدة الفرعية ألفا المرتبطة بـGTP عن مركب Gβγ. بعد تفككهما تمضي الوحدة ألفا الحرة والمركب بيتا-غاما إلى تنشيط إنزيمات التأشير مع المسار الخاصة بهما.